# Birgit Homburger
Birgit Homburger (Singen, 11 avril 1965) est une femme politique allemande. 